# ディスクカメラ
ディスクカメラ
1. コダックが開発した、専用のディスクフィルムを用いたフィルムカメラ(Disc Camera)。本記事で後述。
2. 記録媒体に、フロッピーディスクや光ディスク、ハードディスクなどのディスク状の媒体を用いる電子スチルビデオカメラやデジタルカメラ・デジタルビデオカメラのこと。

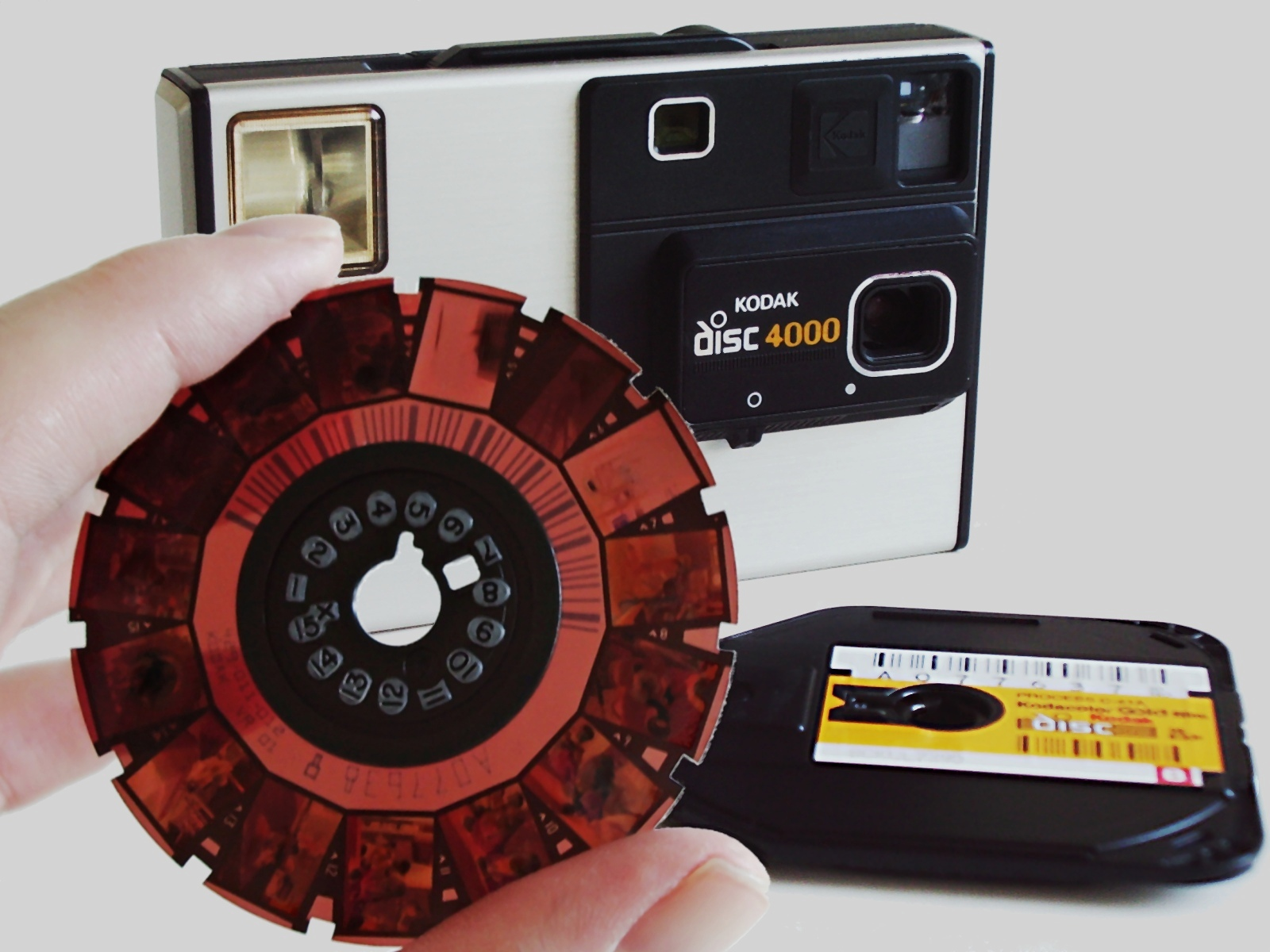
KODAK disc4000とフィルム

ディスクカメラ（英: Disc Camera）とは、1982年にコダックが発表したディスク状のフィルムの新規格であるディスクフィルムを使用するコンパクトカメラ。

## 概要

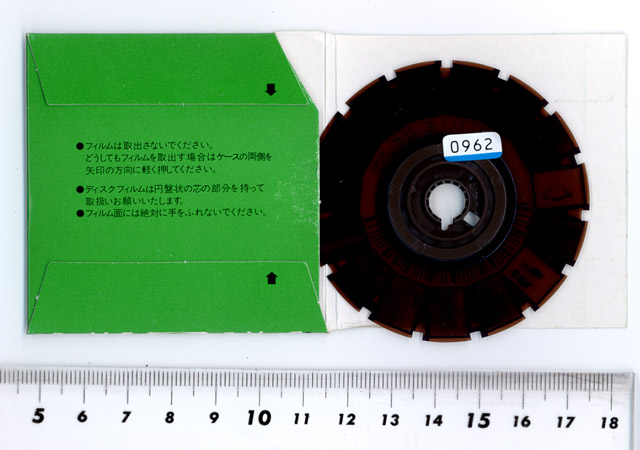
日本国内で発売されていたディスクフィルム

ディスクフィルムとは、8.2×10.6mmのサイズのコマをディスクの縁に配置したもので、1枚撮影するごとにディスクが角度を変えていくという仕組みであった。1シート15枚撮りで、5インチや8インチのフロッピーディスクのようなスリーブに収納されている。
カメラ本体はコダック以外に、ミノルタ（当時）が日本国内向けに発売した。他に、富士フイルムとコニカ（当時）から輸出向けが製造されたが、参入はこれらを含め数社にとどまった。結局ディスクカメラは、一般的な35mmフィルムや、当時まだ一般的だった110フィルムを使ったカメラよりもさらに画質が悪いなど数々のデメリットがあり、これらを克服できないまま2～3年で店頭から姿を消した。フィルムはコダック・富士フイルム・コニカから販売されたものの1990年代前半には店頭から姿を消し、1998年12月に製造が中止された。現像・プリントも、2000年1月末に現像所でのサービスが終了し、現在、既に対応できないとのことである。

## 製品特徴

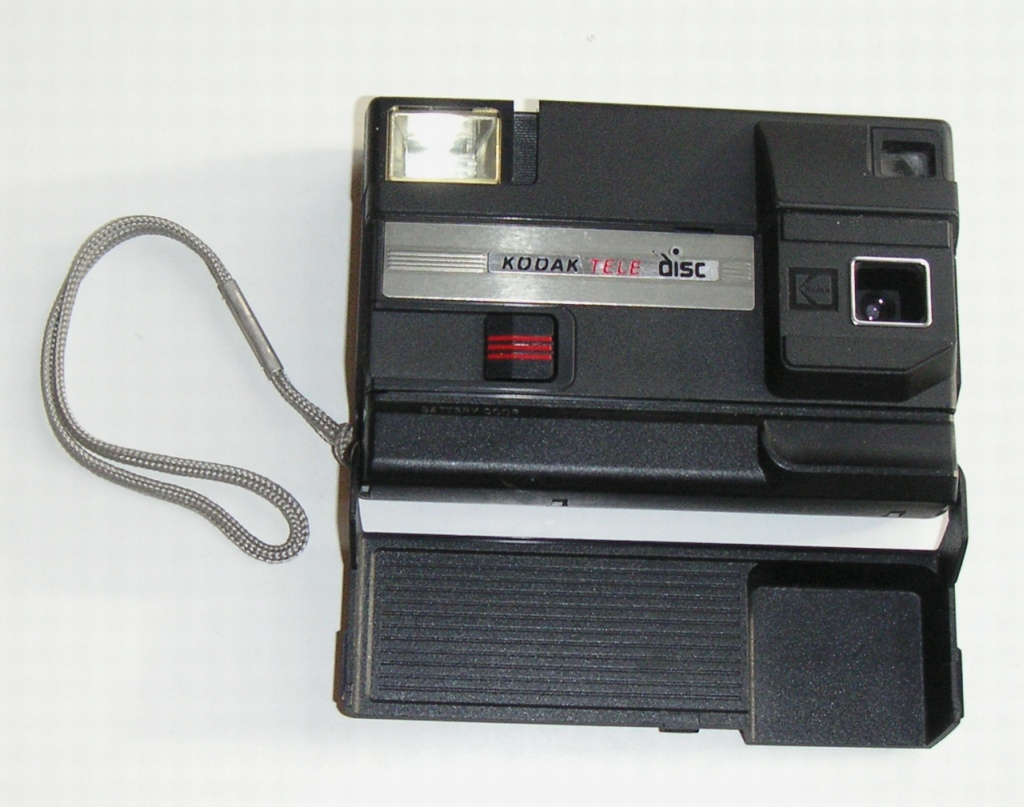
KODAK TELE disk。標準・望遠の2焦点式で、乾電池使用（交換可能）。

- コダックの製品は当初、フィルム回転用モーターやストロボ発光用のバッテリーとして、通常では数年使用可能なリチウム電池を内蔵していた。ユーザーによる交換は不可能で、継続使用する場合にはメーカー対応となる。電池交換の手間を省こうとしたものだが、後に単3電池を使用するカメラも出した。他社もおおむねコダックにならっている。
- ミノルタ製品の一部には、セルフポートレート、自分撮り撮影用の小型ミラーがついているモデルがあり、この機能を活かすため自撮り棒の元祖といえるオプションパーツが用意された。
- 富士フイルムは、現像技術を開発する中でディスクカートリッジのバーコードを読み取ってディスクフィルム上のバーコードに転写させる技術を開発している[1]。

## 利点
- フィルム交換が容易で素人でも失敗しにくい。
- カメラを薄くでき、軽量化も図れる。
- 巻き取らない構造のため、フィルムの平面性を高く保てる。
- フィルムがシート状のため、従来のロールフィルムと比べ、ラボ（現像所）での現像が容易である（ただし、対応する現像機を新規導入しなければならない点はデメリット）。

## 欠点
- フィルムの面積が小さく、35mmフィルム等従来の一般的なフィルム規格に比べて画質が劣る。
- 一般的なカメラは軽量過ぎるため、一般的に手ぶれが起きやすい（ただし、フロントから押し込む形状のシャッターをもつカメラが多く、上下ブレはある程度防げる）。
- 撮影枚数が15枚までと少なく、構造上増やすことも出来ない。
- カメラの内蔵バッテリーがメーカー対応（一部メーカーを除く）となり、ユーザーには交換できない。
- 他に、発足したばかりで普及していない規格にみられるものとして、以下のものが挙げられる。
  - フィルムのISO感度が1種類（ISO200）のみ。
  - フィルムの流通量が多くなかった。
  - 現像、プリント料金も35mmフィルムに比べて高価だった（プリント料は10円/枚くらい違った）。

## ギャラリー
|  |  |  |  |